# Hyptia poeyi
Hyptia poeyi är en stekelart som först beskrevs av Guerin-meneville 1843.  Hyptia poeyi ingår i släktet Hyptia och familjen hungersteklar. Inga underarter finns listade i Catalogue of Life.